# 이카리 겐도

이카리 겐도(일본어: 碇 ゲンドウ)는 일본의 애니메이션 신세기 에반게리온에 등장하는 가공의 인물로 네르프의 수장을 맡고 있으며 일본판 성우는 타치키 후미히코, 비디오판은 노민, 강철의 걸 프랜드는 정승욱이 맡았다. 이카리 신지의 아빠이며, 아야나미 레이의 생명의 은인이자 그녀가 동경하는 대상이기도 하다.